# العمليات العسكرية في العراق من جانب الائتلاف بقيادة الولايات المتحدة
كَشف للعمليات العسكرية في العراق من جانب الائتلاف بقيادة الولايات المتحدة خلال حرب الخليج الثالثة، وضحاياها من المدنيين.

## عمليات 2003

### عملية Spartan Scorpion
ضد بقايا حزب البعث.
.

### عملية Sidewinder
لدعم عملية Desert Scorpion. شارك فيها لواء المشاة الرابع، حيث كلف بتأمين الطرق البرية.
.

### عملية Iron Bullet
يوليو 2003

### عملية Sweeney
أكتوبر 2003

### عملية OK Corral
تم اعتقال ما يزيد على 90 من الأفراد، بما فيهم قيادات من الجيش العراقي السابق.

### عملية All American Tiger
تم اعتقال ما يزيد على 10 من الأسرى، غالبهم من على «رأس قائمة المطلوبين». ومنهم عبد حمد صلاح، حوري مُخلف، ال؟؟، أحمد قدر؟ حامد، فليح محسن، ذير؟ مكلف حمدي، ومحمد هند سايل؟.

### عملية Boothill
نوفمبر 2003

### عملية Rifles Blitz
أساسًا بحث من منزل لمنزل في مدينة القائم، على الحدود السورية.
العراق Hack: A Reporter's Blog, 11 December 2003)

### عملية Salm
ديسمبر 2003

### عملية Iron Grip
ديسمبر 2003

### عملية Iron Force
ديسمبر 2003

### عملية Choke Hold
ديسمبر 2003

## عمليات 2004

### عملية Warhorse Whirlwind
يناير 2004

### عملية Iron Resolve
يناير 2004

### عملية Saloon
يناير 2004

### عملية Rock Slide
يناير 2004

### عملية Final Cut
يناير 2004

### عملية Saber Turner II
فبراير 2004

### عملية Tomahawk
فبراير 2004

### عملية Trailblazer
فبراير 2004

### عملية Eagle Liberty
فبراير 2004

### عملية Devil Clinch
فبراير 2004

### عملية Rocketman
فبراير 2004

### عملية Shillelagh
مارس 2004

### عملية Devil Thrust
مارس 2004

### عملية Suicide Kings
مارس 2004

### عملية Tiger Fury
مارس 2004

### عملية Duke Fortitude
أبريل 2004

### عملية Lancer Fury
أبريل 2004

### عملية Vigilant Resolve
أبريل 2004

### عملية Danger Fortitude
أبريل 2004

### عملية Yellow Stone
أبريل 2004

### عملية Rapier Thrust
مايو 2004

### عملية Striker Hurricane
مايو 2004

### عملية Wolfpack Crunch
مايو 2004

### عملية Disarm
مايو 2004

### عملية Giuliani
يونيو 2004

### عملية Slim Shady
يونيو 2004

### عملية Striker Tornado
يونيو 2004

### عملية Rocketman III
يونيو 2004

### عملية Dragon Victory
يونيو 2004

### عملية Gimlet Crusader
يونيو 2004

### عملية Phantom Fury
نوفمبر 2004

### عملية Al Fajr
نوفمبر 2004

## عمليات 2005

### عملية Quick Strike
أغسطس 2005

### عملية Great Lakes
نوفمبر 2005

## عمليات 2006

### عملية Northern Lights
غالب معلومات هذه العملية سرية.